# Mignon (Figur)

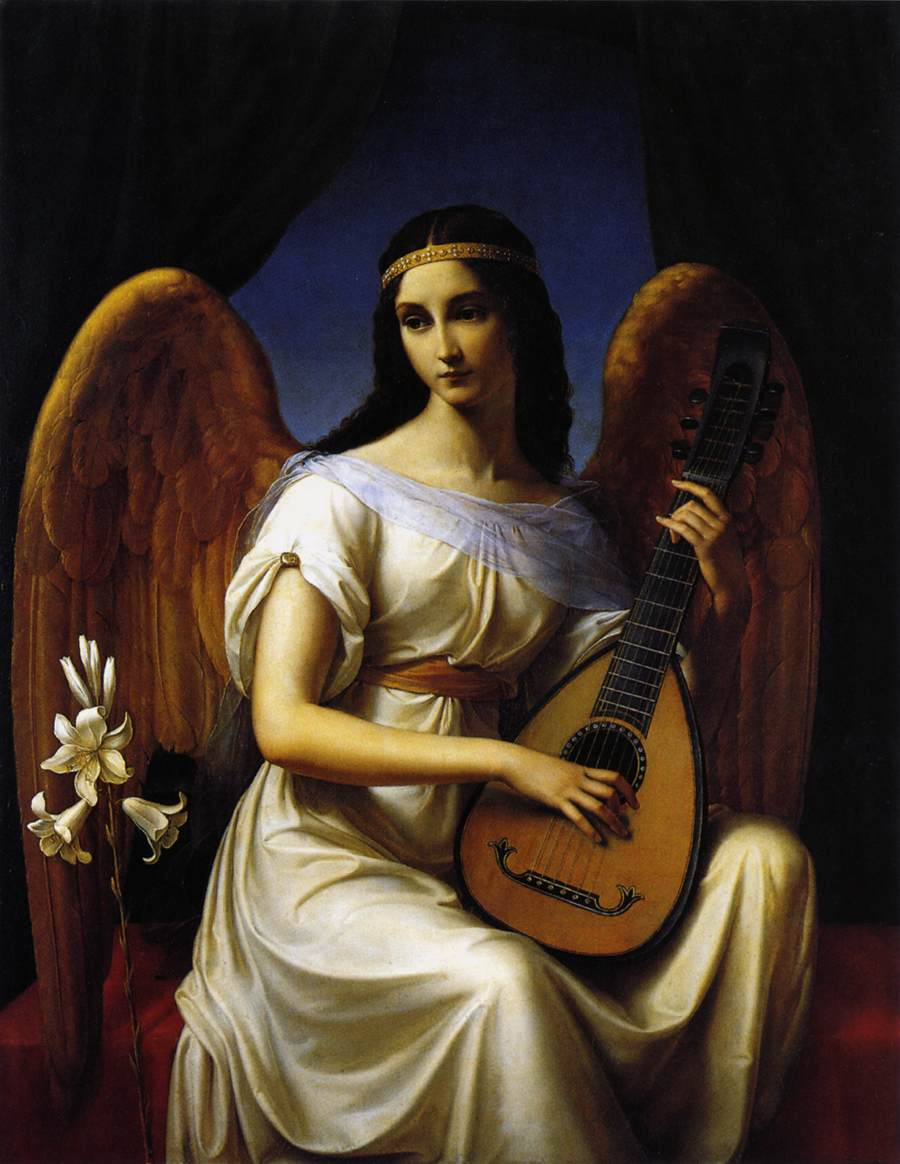
Nazarenische Allegorie der Italiensehnsucht: Mignon mit den Zügen der Schauspielerin Constanze Le Gaye, Gemälde von Wilhelm von Schadow, 1828

Mignon [miɲɔ̃] ist eine Figur aus Goethes Roman Wilhelm Meisters Lehrjahre von 1795/1796; sie wurde zum Inbegriff des knabenhaften, erotisch anziehenden Mädchens. Die Gestalt erscheint bereits in der ersten Version des Romans, Wilhelm Meisters theatralische Sendung, die Goethe zwischen 1777 und 1785 schrieb und die erstmals 1911 veröffentlicht wurde. Der Name „Mignon“ ist französisch und bedeutet „Herzchen“, „Liebling“.

## Die Figur
Mignon erscheint im Roman zunächst als Mitglied einer Gruppe von fahrenden Seiltänzern, Springern und Gauklern. Von Wilhelm, dem Helden des Romans, wird sie auf zwölf bis dreizehn Jahre geschätzt; sie spricht gebrochen Deutsch, mit italienischen und französischen Einsprengseln. Über ihre Herkunft kann er zunächst nur erfahren, dass ihr Bruder, der ebenfalls zu den Zirkusleuten gehörte und wegen seiner Geschicklichkeit „der große Teufel“ genannt wurde, gestorben ist.
Als Mignon vom Leiter der Truppe geschlagen wird, kauft Wilhelm sie frei. Fortan ist sie seine Dienerin, eine Position, die sie auf eigenwillige Art, aber mit Hingabe und Einfühlungsvermögen ausfüllt. Im Verlauf der Handlung nehmen Wilhelm und Mignon zunehmend die Rolle des Vaters und des Kindes an; Mignon entwickelt eine leidenschaftliche Bindung an Wilhelm. Nach einer erfolgreichen Hamlet-Aufführung unter Wilhelms Leitung will sie sich in sein Bett schleichen, muss aber zur Kenntnis nehmen, dass eine Unbekannte ihr zuvorgekommen ist.
Mignon tanzt und singt. Meist tritt sie in Verbindung mit dem rätselhaften, geistig verwirrten Harfner auf, einem Bänkelsänger. Ihr Hauptkunststück ist der akrobatische Eiertanz. Zusammen mit dem Harfner singt sie das Lied Nur wer die Sehnsucht kennt, weiß was ich leide. In Mignons Figur nimmt die Sehnsucht nach Italien Gestalt an, Goethe legt ihr das Lied Kennst du das Land, wo die Zitronen blühn? in den Mund.
Mignon hat knabenhafte Züge. Als Wilhelm sie das erste Mal sieht, ist er sich über ihr Geschlecht nicht sicher. Ihr Name hat eine männliche Form („Mignon“ statt „Mignonne“);  auf ihren Wunsch hin kauft Wilhelm ihr Knabenkleidung. In der ersten Version des Romans wird Mignon teils mit dem männlichen, teils mit dem weiblichen Personalpronomen bezeichnet.
Im Verlauf der Handlung wird Mignons Vorgeschichte enthüllt. Sie stammt aus Italien und ist das Kind des Harfners und von dessen Schwester Sperata; die beiden hatten geheiratet, ohne von ihrer Verwandtschaft zu wissen. Als der inzestuöse Charakter der Verbindung ans Licht kam, wurden sie getrennt; Sperata wurde verrückt und starb, der Harfner wanderte verzweifelt und einsam durch die Welt. Mignon wurde dann von einer Zirkustruppe geraubt und misshandelt.
Nachdem Mignon von Wilhelm getrennt worden ist, erkrankt sie an einem Herzleiden, beruhend auf ihrer Sehnsucht nach Italien und nach Wilhelm. Gepflegt wird sie von Natalie, einer Person, die Wilhelm als geheimnisvolle „Amazone“ erschienen ist und die er, so wird am Schluss des Romans angedeutet, heiraten wird.
Zunächst aber verlobt Wilhelm sich mit Therese, und dies vor den Augen von Mignon. Sie stirbt auf der Stelle an gebrochenem Herzen, die Feier zu ihrer Beerdigung wird im Roman ausführlich dargestellt.

## Geschichte
In der Renaissance ist ein Mignon eine vom Monarchen als Liebling bzw. Favoriten gewählte Person. Das heißt, der Mignon fungiert als Ersatz für einen Freund, auf den der Souverän – unter der zeitgenössischen Voraussetzung, dass Freundschaft auf Gleichheit gründet – per definitionem verzichten muss. Nach Richard Friedenthal versteht man unter Mignon noch in der Goethezeit auch einen „homosexuellen Liebling“. Später wird Mignon zum Inbegriff eines „lieblichen weiblichen Wesens“ und erotisch reizenden Mädchens. Dargestellt wird es meist barfuß, mit Bündel und Musikinstrument als Attributen. Sigmund Freud hatte vor, eine Schrift zu verfassen über die Erkenntnis, dass hysterischen und neurotischen Phänomenen, wie er sie beschrieb, sehr oft Missbrauch an Kindern zugrunde liegt. Diese sollte den Titel tragen Was hat man dir, oh armes Kind, getan? Die Mignon-Lieder reflektieren die Geschichte der Mignon als eine Art Psychoanalyse, erzählt in Träumen, in Bildern, Gedanken und verschlüsselten Botschaften.

## Adaptionen

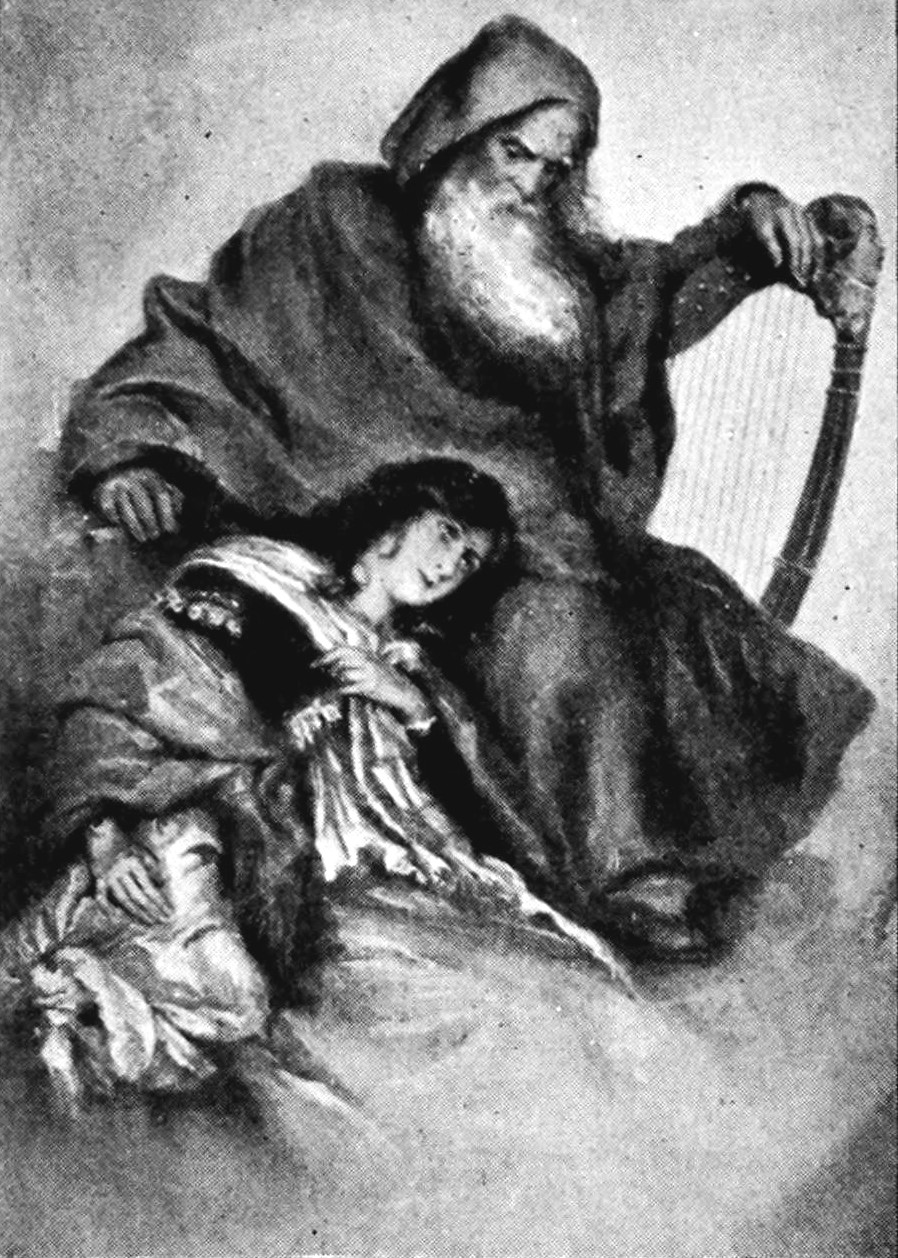
Mignon und der Harfner in der Oper von Ambroise Thomas.

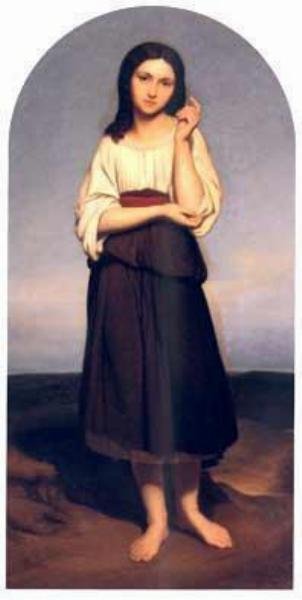
Gemälde von Ary Scheffer: „Mignon verlangende naar haar vaderland“ (1836)

### Vertonungen
Teile von Goethes Roman, die sich auf die Figur Mignons beziehen, insbesondere die Mignon-Gedichte, wurden von bekannten und unbekannteren Komponisten wiederholt vertont.
- Ludwig van Beethoven vertonte es im Jahr 1809 als ersten Titel der Sechs Gesänge op. 75.[5]
- Johann Friedrich Reichardt komponierte u. a. die Musik zu "Nur wer die Sehnsucht kennt".
- Carl Friedrich Zelter: In seinen Goethe-Vertonungen sind Nur wer die Sehnsucht kennt und Heiß mich nicht reden enthalten.
- Franz Schubert komponierte im Jahr 1815 das Lied An Mignon (op. 19/2, D 161) und Mignon (D 321).[6]
- 1842 (überarbeitet 1856 und 1860) verarbeitete Franz Liszt den Text in Mignons Lied (Searle 275) für Singstimme und Klavier.
- Robert Schumann schrieb 1849 das Requiem für Mignon für Solostimmen, Chor und Orchester (op. 98b) sowie das Lied Mignon für Klavier und Singstimme (op. 79, Nr. 28 – Lieder für die Jugend).
- Die Oper Mignon (1866) von Ambroise Thomas (1811–1896) nutzt lediglich einzelne Szenen und Motive des Romans. Insbesondere im Schluss weicht die Handlung ab: Wilhelm und Mignon werden ein Paar. In einer abweichenden Schlussvariante wird Mignon von einem Herzkrampf befallen und stirbt in Wilhelms Armen.[7]
- Peter Tschaikowski verwandte in der letzten seiner Sechs Romanzen op. 6 (1869) eine Übersetzung ins Russische des Mignon-Gedichtes Nur wer die Sehnsucht kennt.
- Hugo Wolf thematisierte im Jahr 1888 die Figur der Mignon in den Liedern Nummer fünf, sechs, acht und neun seiner Goethe-Lieder.
- In der Neuen Musik fand Goethes Stoff Eingang in das abendfüllende Melodram Sie heißen mich Mignon... (1999) von Jörg-Peter Mittmann. Als Psychogramm angelegt, verbindet die Komposition Text-Rezitation mit den vier Mignon-Liedern Hugo Wolfs und avantgardistischer Kammermusik für sechs Spieler (Flöte, Oboe, Harfe, Streichtrio).[8]

### Film
- Amerikanischer Stummfilm „Mignon“ (1915) von  William Nigh nach der Oper „Mignon“ von Ambroise Thomas mit Beatriz Michelena[9] als Mignon.
- Deutscher Stummfilm „Mignon“ (1922) von Preben J. Rist mit Ida Andorffy als Mignon.
- Im Film Falsche Bewegung, einer freien Adaption des Romans Wilhelm Meisters Lehrjahre unter der Regie von Wim Wenders nach dem Drehbuch von Peter Handke, spielt Nastassja Kinski Mignon.

### Novelle
- Gerhart Hauptmann: Mignon (1947)

### Abbildungen
- W. Fischer: Abbildung: Der Harfner und Mignon
- Gustav Heinrich Naeke: Der Harfner (Kupferstich)[10]
- Gemälde von Friedrich Wilhelm von Schadow (1828)
- Ölgemälde von Ary Scheffer: „Mignon verlangende naar haar vaderland“ (1836).[11] Scheffers Bild beeinflusste die Mignon-Darstellung in Thomas‘ Oper.[12] Weitere Mignon-Bilder von Scheffer: „Der Harfner und das Mädchen“ (1851) und „Mignon hat Sehnsucht nach dem Himmel“ (1851)[13]
- Zur Popularisierung Mignons trugen neben den überaus zahlreichen Bildpostkarten auch Sammelbilder und Rollenfotos (etwa Reta Walter als Mignon) sowie die Mignon-Pralinen der Schokoladenfabrik David & Söhne AG bei. Die Pralinen gibt es heute dort wieder im Angebot.